# Sarah Habel
Sarah Habel Evelyn (Míchigan, 30 de julio de 1982) es una actriz estadounidense. Interpretó a Daphne Glover en Underemployed y a la señorita Grundy en Riverdale.

## Biografía
Habel nació en Míchigan en 1982. Asistió a la Universidad de Míchigan y obtuvo su Licenciatura en Artes en Teatro.
Después de graduarse frecuentó el ambiente teatral de Londres y Nueva York, y se trabajó con el elenco del teatro Wild Swan Children's Theater. Debutó en la película de Drew Barrymore Whip It junto a Ellen Page.

## Filmografía

### Cine
| Año  | Film                                 | Rol              | Notas                                                        |
| ---- | ------------------------------------ | ---------------- | ------------------------------------------------------------ |
| 2007 | Beginning of Grief                   | Emily            | Cortometraje                                                 |
| 2009 | The Butterfly Effect 3: Revelations  | Elizabeth Brown  |                                                              |
| 2009 | Whip It                              | Corbi            |                                                              |
| 2009 | American Virgin                      | Becca Curtzman   |                                                              |
| 2010 | Unrequited                           | Jessica Morgan   |                                                              |
| 2011 | Red & Blue Marbles                   | Flight Attendant |                                                              |
| 2011 | Hostel: Part III                     | Kendra           |                                                              |
| 2013 | Warren                               | Emma Monarch     |                                                              |
| 2013 | Deep Burial                          | Abby             |                                                              |
| 2015 | Night of the Living Dead: Origins 3D | Judy             | también conocida como Night of the Living Dead: Darkest Dawn |
| 2017 | Atomica                              | Abby Dixon       |                                                              |

### Televisión
| Año                  | Título        | Rol                                            | Notas                       |
| -------------------- | ------------- | ---------------------------------------------- | --------------------------- |
| 2009                 | The Beast     | Lucy Platko                                    | Temporada 1, Episodio 1 & 2 |
| 2010                 | The Deep End  | Erin Conway                                    | Temporada 1, Episodio 1     |
| 2010                 | CSI: NY       | Sarah Cates                                    | Temporada 6, Episodio 16    |
| 2010                 | Cold Case     | Felicia Grant                                  | Temporada 7, Episodio 21    |
| 2010                 | Party Down    | Colette                                        | Temporada 2, Episodio 5     |
| 2012                 | Hawaii Five-0 | Amanda Chase                                   | Temporada 2, Episodio 16    |
| 2012                 | Dark Wall     | Chloe                                          | Season 1, Episodio 4        |
| 2012–2013            | Underemployed | Daphne Glover                                  |                             |
| 2014                 | Rush          | Eve                                            | Papel principal             |
| 2017-2018, 2022-2023 | Riverdale     | Geraldine Grundy (nombre real Jennifer Gibson) | 10 episodios                |